# Nechama Hendel
Pour les articles homonymes, voir Hendel.
Nechama 'Nama' Hendel (22 août 1936 - 29 septembre 1998) est une chanteuse israélienne.  